# Bodil Jönsson
Bodil Agneta Jönsson, född 12 september 1942 i Helsingborgs Maria församling, Malmöhus län, är en svensk fysiker och författare. Hon är professor emerita och har varit verksam vid avdelningen för rehabiliteringsteknik vid Lunds universitet, Certec, sedan 1993.

## Biografi
Efter studentexamen 1960 vid det högre allmänna läroverket i Halmstad tog Bodil Jönsson filosofisk ämbetsexamen med huvudämnena matematik och fysik vid Lunds tekniska högskola 1963, utbildade sig vid Lärarhögskolan i Malmö 1968–1969 och disputerade i fysik vid Lunds tekniska högskola 1972. Hon var en av initiativtagarna till avdelningen för rehabiliteringsteknik vid Lunds universitet då den tillkom 1987. Innan Jönsson utsågs till professor för denna år 1999 var hon universitetslektor för avdelningen 1993–1997 och biträdande professor 1997–1999. Hon satt 1989–1990 som huvudsekreterare i Miljödelegationen Västra Skåne och var expert i riksdagens läroplanskommitté 1991. År 2002 blev Bodil Jönsson hedersdoktor vid Utbildningsvetenskapliga fakulteten vid Göteborgs universitet.
För en bredare allmänhet är Jönsson mest känd genom tv-programmet Fråga Lund, där hon svarade på frågor om fysik, böckerna Tio tankar om tid (1999) och När horisonten flyttar sig – att bli gammal i en ny tid (2011) och som värd för programmen Sommar i Sveriges Radio P1 den 13 augusti 1991, 13 augusti 1992 och 21 juni 1996 samt Vinter i samma radiokanal den 1 januari 2010, 31 december 2013 och 27 december 2024.

## Böcker
- 1999 – Tio tankar om tid
- 2000 – Den obändiga söklusten (tills.m. Karin Rehman)
- 2001 – Tankekraft
- 2002 – I tid och otid
- 2003 – På tal om fysik
- 2004 – Vunnet & försvunnet, Om rytmen i livet
- 2005 – Att utmana stressen (red.)
- 2005 – Människonära design
- 2005 – Hjälper medicinen? (tills.m. Stefan Carlsson och Eva Fernvall)
- 2006 – Guld
- 2007 – Tio tankar om mat (tills.m. Håkan Jönsson)
- 2008 – Vi lär som vi lever
- 2009 – Tio år senare – tio tankar om tid
- 2011 – När horisonten flyttar sig – att bli gammal i en ny tid
- 2012 – Tid för det meningsfulla
- 2014 – Silver
- 2015 – Leva livet hela livet
- 2016 – Bodils läslära
- 2016 – Tio tankar om arbete
- 2017 – Vad är tid?
- 2019 – Gott om tid
- 2020 – Tid för tillit och trygghet
- 2021 – Tillsammans – för en god och nära vård
- 2023 – Så fint att KUNSKAP finns!
- 2024 - Fact Up! - Ta tillbaka sanningen

## Priser och utmärkelser
- 1988: Lunds universitets pedagogiska pris
- 1990: Årets Iwan Bolin-föreläsare
- 1991: Årets folkbildare (Vetenskap och Folkbildning)
- 1992: Rosénpriset (FRN)
- 1993: Telias stora talarpris
- 1996: Årets yrkeskvinna
- 1996: Miljöbibliotekets i Lund pris Kunskapens Frukt
- 1997: H.M. Konungens medalj av 8:e storleken i Serafimerordens band
- 1999: KTH:s stora pris
- 1999: Bokstödet, pris från Centrum för personal och utveckling
- 2000: Hedersledamot Boelspexarna
- 2000: Årets ekonomikvinna
- 2000: Årets väckarklocka
- 2001: ITQ:s utmärkelse
- 2001: Årets folkbildare (Tidningen Fönstret)
- 2002: Hedersdoktor på Utbildningvetenskapliga fakulteten vid Göteborgs universitet
- 2003: Region Hallands kulturpris
- 2003: Excellent Teaching Practice, LTH:s pedagogiska akademi
- 2006: Göranpriset
- 2007: STIMDI:s stora pris
- 2012: Årets senior 2011
- 2013: Kungliga Ingenjörsvetenskapsakademiens guldmedalj
- 2016: Tage Danielsson-priset